# Thyonicola dogieli
Thyonicola dogieli is een slakkensoort uit de familie van de Eulimidae. De wetenschappelijke naam van de soort is voor het eerst geldig gepubliceerd in 1945 door A.V. Ivanov.